# Орден Святого Георгия и Воссоединения
Королевский и военный орден Святого Георгия и Воссоединения (итал. Reale e militare ordine di San Giorgio della Riunione) — государственная награда королевства Обеих Сицилий.

## История
Был учрежден королём Фердинандом I 1 января 1819, в качестве замены ордену Обеих Сицилий, созданному Жозефом Бонапартом в период французской оккупации Неаполитанского королевства. Награждённые наполеоновским орденом автоматически причислялись к кавалерам новой награды.
Название награды символизировало воссоединение обеих частей королевства под скипетром законного монарха.
Орденский статут был изменен 28 сентября 1829, в связи с учреждением ордена Франциска I, и затем еще раз изменен королевским декретом Фердинанда II 10 мая 1850.
Указом короля Сардинии от 7 сентября 1860 государственные награды королевства Обеих Сицилий упразднялись, но король Франциск II, некоторое время укрывавшийся на Гаэте, а затем новый великий магистр ордена граф ди Казерта, продолжали вручать орден в качестве династической награды. В последний раз наследник престола Обеих Сицилий титуловался великим коннетаблем в 1909 году.

## Иерархия ордена
Высшими сановниками ордена были члены королевской семьи:
- Великий магистр (король Обеих Сицилий)
- Великий коннетабль (герцог Калабрийский)

### Степени
|        |          |                         |
| Рыцарь | Командор | Кавалер Большого креста |

1. Большая цепь (упразднена в 1829)
2. Большой крест
3. Командор

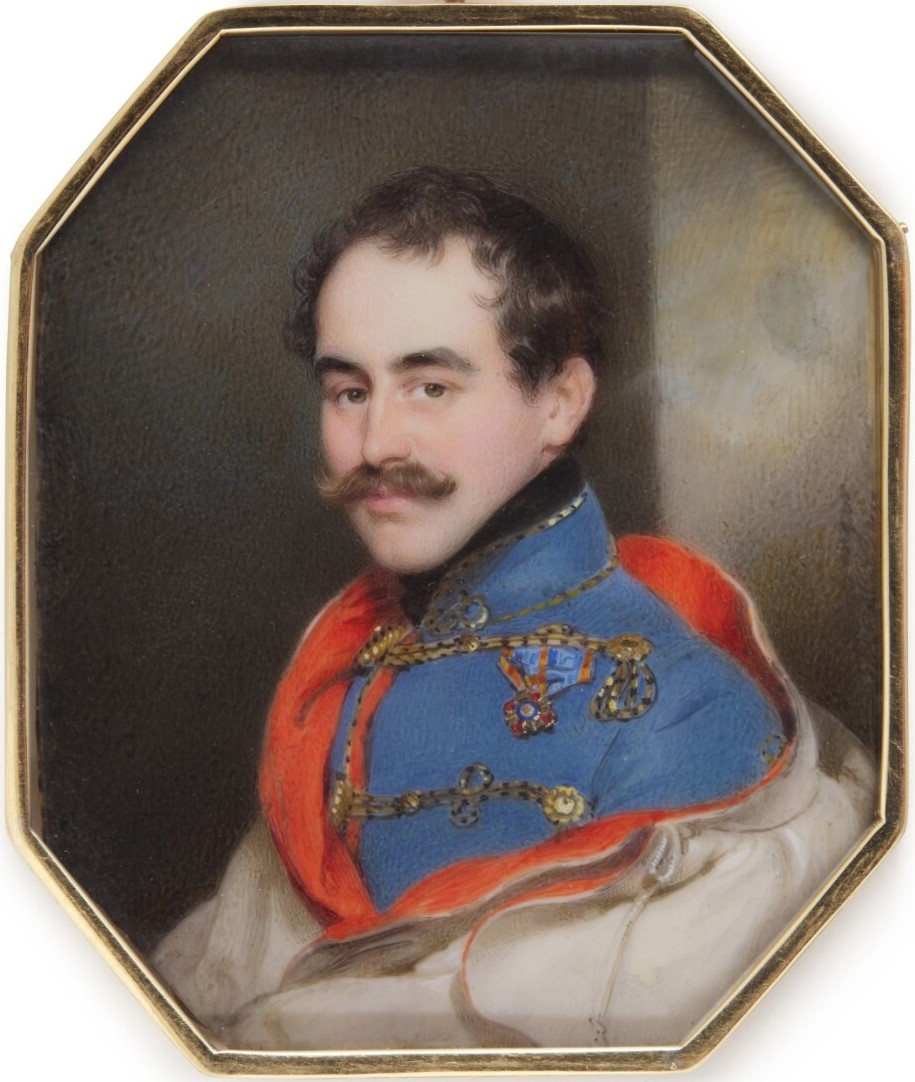
Портрет графа Генриха Беллегарда с рыцарским крестом ордена

4. Рыцарь права (для военных) / рыцарь благодати (для чиновников)

Позднее были добавлены две низшие степени (солдатские награды):
1. Золотая медаль
2. Серебряная медаль

## Инсигнии

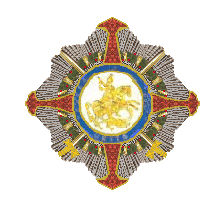
Звезда ордена Святого Георгия и Воссоединения. 1860

Знак отличия ордена представляет собой эмалированный крест рубинового цвета, со скрещенными позади него золотыми мечами, лежащими поверх сплошного венка лавровых листьев. В центральном медальоне изображен святой Георгий, поражающий дракона, с надписью по кругу In hoc signo vinces (сим победиши), девизом, позаимствованным у константиновского ордена Святого Георгия.
Кавалеры Большого креста, кроме серебряной звезды на левой стороне груди, носили синюю с желто-оранжевой каймой орденскую ленту и золотую подвеску с изображением святого Георгия.
На обеих сторонах орденских медалей помещалось изображение святого Георгия, на золотой был девиз VIRTUTI, на серебряной MERITO.
Инсигнии ордена Святого Георгия и Воссоединения не позволялось носить вместе со знаками отличия константиновского ордена Святого Георгия.